# Пескатора (Павија)
Пескатора је насеље у Италији у округу Павија, региону Ломбардија.
Према процени из 2011. у насељу је живело 87 становника. Насеље се налази на надморској висини од 108 м.